# Simulium bricenoi
Simulium bricenoi es una especie de insecto del género Simulium, familia Simuliidae, orden Diptera.
Fue descrita científicamente por Vargas, Palacios & Najera, 1946.